# Евгений Черникин
Евгений Михайлович Черникин (на руски: Евге́ний Миха́йлович Черни́кин; на украински: Євген Михайлович Черникін) (1928-2009) е руски биолог, прочут руски самуровед и фотограф-анималист.
Внесъл е значителен влог в делото за изучаване и запазване на популацията на баргузинския самур, разработил е оригинална методика на живоловене и индивидуално белязване на самури, послужила като основа за организация на дълговременен мониторинг на популационно ниво.

## Биография
Израства и изкарва детство в Пятигорск. Завършва Московския кожухарско-вълнен институт. Кандидат е на селскостопанските науки (1974). Заслужил работник по опазването на природата на Република Бурятия.
Работил е в зверовъдните стопанства в Краснодар, Мари, Небит-Даг, Ташауз, в Кроноцки и Баргузински (от 1964) резервати.
Занимавал се е с изучаването на самурите от 1959 г. Има трудове по екология на баргузинския самур. Автор е на повече от 80 работи.

## Съчинения

### Книги
1. Ананин А. А., Федоров А. В., Черникин Е. М. Фауна Баргузинского заповедника. Земноводные, пресмыкающиеся, птицы, млекопитающие. Аннотированные списки видов. Флора и фауна заповедников СССР.- М., 1988.- 41 с.
2. Черникин Е. М. Экология соболя (Martes zibellina Lunneus, 1758) в Баргузинском заповеднике.- Улан-Удэ: Издательство Бурятского государственного университета, 2006 ISBN 5-85213-900-9
3. Черникин Е. М. Основные черты экологии баргузинского соболя. Автореф. канд. дисс. на соискание степени канд. с.-хоз. наук.- Иркутск, 1974.- 24 с.

### Научни статии
1. Ананин А. А., Дарижапов Е. А., Черникин Е. М. Баргузинский биосферный заповедник. Зоологический раздел. Учёт белки. Учёт мелких млекопитающих // Заповедники России. Сборник материалов „Летописей природы“ за 1991/92 гг.- М.: Росагросервис, 1994.- С. 25-30.
2. Бакеев Н. Н., Черникин Е. М., Шиляева Л. М. Итоги мечения млекопитающих. Хищные // Вопросы териологии. Итоги мечения млекопитающих.- М.: Наука, 1980.- С. 77-94.
3. Зуйченко Н. А., Никитин В. П., Черникин Е. М. К экологии жёлтого суслика (Citellus fulvus) в Западной Туркмении // Известия АН Туркменской ССР.- Ашхабад, 1963, № 6.
4. Монахов В. Г., Барановский Ю. М., Валенцев А. С., Даренский А. А., Синицын А. А., Черникин Е. М. К размерной характеристике некоторых популяций соболя // Биоразнообразие и биоресурсы Урала и сопредельных территорий. Материалы международной конфереции 30-31 января 2001 г.- Оренбург, 2001.- С. 287-289.
5. Черникин Е. М. Кобра (Naja naja oxiana) в Западной Туркмении // Природа.- 1963, № 5.
6. Черникин Е. М. Материалы к биологии камчатского соболя // Сборник научно-технической информации ВНИИЖП.- Вып. 10.- Киров, 1964.- С. 72-77.
7. Черникин Е. М. Зимовка горного дупеля на восточном побережье Камчатки // Орнитология.- 1963, вып. 6.- С. 483.
8. Черникин Е. М. К биологии тихоокеанского орлана // Орнитология.- 1965, вып. 7.- С. 272-275.
9. Черникин Е. М. Заяц-беляк на восточном побережье Камчатки // Охота и охотн. хоз-во.- 1965, № 10.- С. 23-24.
10. Черникин Е. М. Восстановить Кроноцкий заповедник // Охота и охотн. хоз-во.- 1967, № 1.- С. 3-4.
11. Черникин Е. М. Кроноцкий заповедник // Охота и охотн. хоз-во.- 1968, № 3.- С. 14-15 (вошла в сборник „Заповедники СССР“).
12. Черникин Е. М. Ласточка // Охота и охотн. хоз-во.- 1967, № 12.- С. 38.
13. Черникин Е. М. Встреча в пустыне // Охота и охотн. хоз-во.- 1967, № 1.
14. Черникин Е. М. Массовая миграция кедровок в Прибайкалье // Охота и охотн. хоз-во.- 1969, № 3.- С.20-21.
15. Черникин Е. М. Подвижность соболей // Охота и охотн. хоз-во.- 1970, № 2.- С. 23.
16. Черникин Е. М. Доверчивость // Охота и охотн. хоз-во.- 1970, № 1.
17. Черникин Е. М. Отлов и мечение соболей // Охота и охотн. хоз-во.- 1968, № 11.- С. 20-21.
18. Черникин Е. М. Материалы к экологии баргузинского соболя // Сборник „Экология наземных позвоночных Забайкалья“. Тр. Баргузин. гос. зап-ка.- вып. 6.- Улан-Удэ, 1970.- С. 7-32.
19. Черникин Е. М. Материалы по питанию и размножению бурундука в Баргузинском заповеднике // там же.- С. 65-68.
20. Черникин Е. М. Росомаха в Прибайкалье // Охота и охотн. хоз-во.- 1970, № 7.- С. 21.
21. Черникин Е. М. К экологии баргузинского соболя // Материалы к научно-производственному совещанию по соболю.- Киров: Центросоюз, 1971.
22. Черникин Е. М. Индивидуальные особености питания баргузинских соболей // там же.
23. Черникин Е. М. О гнездовании краснобрюхой горихвостки на северо-восточном побережье Байкала // Бюлл. МОИП.- 1976, вып. 6.
24. Черникин Е. М. Хищничество медведей // Охота и охотн. хоз-во.- 1978, № 3.
25. Черникин Е. М. К изучению фауны блох белки, бурундука и соболя // Сборник „Природный комплекс северо-восточного Прибайкалья“. Тр. Баргузин. гос. зап-ка.- вып. 7.- Улан-Удэ, 1978.
26. Черникин Е. М. К экологии мышевидных грызунов Баргузинского заповедника // там же.
27. Черникин Е. М. Некоторые результаты изучения экологии соболя Баргузинского заповедника с применением мечения // Проблемы экологии Прибайкалья. Тезисы докладов к республиканскому совещанию 10-13 сентября 1979 г.- Т. 4. Популяционные аспекты экологии.- Иркутск, 1979.- С. 59-60.
28. Черникин Е. М. Методика отлова и мечения в целях изучения экологии баргузинских соболей // Всесоюзное совещание „Экологические основы рационального использования и охраны хищных млекопитающих“ в ноябре 1977 года в Москве.- М., 1979.- С. 294-295.
29. Черникин Е. М. Лисица Баргузинского заповедника // Охота и охотн. хоз-во.- 1980, № 9.- С. 20.
30. Черникин Е. М. Опыт учёта кормовой базы соболя в Баргузинском заповеднике // Охрана и рациональное использование ресурсов соболя в РСФСР. Тезисы докладов научно-производственного совещания 20-24 июля 1981 г.- Красноярск, 1981.- С. 61-62.
31. Черникин Е. М. Бурый медведь в заповеднике // Охота.- 1983.
32. Черникин Е. М. Дрова для костра // Охота.- 1984, № 4.- С. 10-11.
33. Черникин Е. М. Нетипичные соболя // Охота.- 1984, № 6.- С. 2-3.
34. Черникин Е. М. Таёжные будни // Охота и охотн. хоз-во.- 1987, № 10.- С. 24-25.
35. Черникин Е. М. Новоявленный верхолаз // Охота.- 1986, № 10.- С. 32.
36. Черникин Е. М. Баргузинскому заповеднику – 70 лет // Охота.- 1986, № 1.- С. 3-5.
37. Черникин Е. М. Заповедный берег // Байкальская сторона.- вып. 1.- Иркутск, 1988.- С. 255-273.
38. Черникин Е. М. Бесцеремонные нахлебники // Охота.- 1989, № 1.- С. 18-19.
39. Черникин Е. М. Млекопитающие // Флора и фауна заповедников СССР. Фауна Баргузинского заповедника.- М., 1988.- С. 34-41.
40. Черникин Е. М. Роль кухты в жизни тайги // Природа.- 1971, № 10-11.
41. Черникин Е. М. Баргузинский биосферный заповедник // Природа.- 1995, № 8.- С. 45-59.
42. Черникин Е. М. Убежища баргузинских соболей // Охота и охотн. хоз-во.- 1975, № 1.- С. 26-27.
43. Черникин Е. М. Материалы к экологии бурого медведя на северо-восточном побережье Байкала // Бюлл. МОИП, отд. биол.- Т. 83 (3), вып. 6.- 1978.- С. 57-66. ISSN 0027-1403
44. Черникин Е. М. Мечение баргузинских соболей // Бюлл. МОИП, отд. биол.- т. 85, вып. 5- 1980.- С. 10-23. ISSN 0027-1403
45. Черникин Е. М. Значение мышевидных грызунов в биоценотических связях позвоночных животных Баргузинского заповедника // Мелкие млекопитающие заповедных территорий.- М., 1984.- С. 109—112.
46. Черникин Е. М. Медведь в Баргузинском заповеднике // Охота.- 1985, № 12.- С. 12-14.
47. Черникин Е. М. Волк в Баргузинском заповеднике // Охота.- 1986, № 4.- С. 9.
48. Черникин Е. М. Фартовая весна. Заметки натуралиста // Охота.- 1990, № 6.- С. 38-41.
49. Черникин Е. М. Лесные полевки Прибайкалья // Охота.- 1990, № 12.- С. 12-13.
50. Черникин Е. М. Подвижность баргузинских соболей // Охота.- 1991, № 5.- С. 12-14; 1991, № 6.- С. 20-21.
51. Черникин Е. М. Медведь в заповеднике: год невиданной агрессивности // Охота.- 1995, № 1.- С. 18-19.
52. Черникин Е. М. Соболь в условиях суровой зимы // Охота.- 1996, № 5.- С. 43.
53. Черникин Е. М. Подлеморье // Aqua.- 1989, № 1.- С. 64-67.
54. Черникин Е. М. Баргузинский биосферный заповедник // Заповедники Сибири.- 19??.
55. Черникин Е. М. История изучения баргузинского соболя // Заповедное дело. Научно-методические записки.- 1999, вып. 4.- С. 127-138.
56. Черникин Е. М. // Охота и охотн. хоз-во.- 19
57. Черникин Е. М. Многолетняя динамика численности баргузинского соболя // Сборник „Мониторинг природных комплексов Северо-Восточного Прибайкалья“. Тр. гос. природн. биосф. запов. „Баргузинский“.- 2002, вып. 8.- С. 164-171.
58. Черникин Е. М. Многолетняя динамика зимней численности мелких млекопитающих // там же.- С. 171-191.
59. Черникин Е. М. Медведь в заповеднике // Охота и охотн. хоз-во.- 2005, № 2.- С. 12-13.
60. Черникин Е. М. Результаты мониторинга популяции соболей Баргузинского заповедника в период 1996-2006 гг. // Сборник „Природные комплексы Баргузинского хребта“. Тр. гос. природн. биосф. зап. „Баргузинский“.- 2006, № 9.- С. 147-170.
61. Черникин Е. М. Нерпа у берегов заповедника // Охота и охотн. хоз-во.- 2008, № 2.- С. 19.
62. Черникин Е. М., Гусев О. К. „Чашу эту мимо пронеси“. Есть ли будущее у заповедников? // Охота и охотн. хоз-во.- 1998, № 4.- С. 12-14.
63. Черникин Е. М. Медведь в заповеднике: впышка агрессивности // Охота и охотн. хоз-во.- 2010, № 7.- С. 6-8.
64. Черникин Е. М. Поведение соболей в голодные годы // Охота и охотн. хоз-во.- 2010, № 10.- С. 12-15.

### Научнопопулярни статии
1. Черникин Е. М. По следу соболя // Правда Бурятии.- 1970, 19 ноября.
2. Черникин Е. М. Охотники участвуют в научной работе // Правда Бурятии.- 1974, сентябрь.
3. Черникин Е. М. Поймать соболя // Уральский следопыт.- 1980, № 10.
4. Черникин Е. М. Пресноводный тюлень // Юный натуралист.- 1983, № 11.- С. 14-15.
5. Черникин Е. М. Откуда идёт меченый соболь? // Баргузинская правда.- 1985, № 17, 9 февраля.
6. Черникин Е. М. Наши старые друзья // Юный натуралист.- 198?, № ?.
7. Черникин Е. М. В заповедных лесах Подлеморья // Правда Бурятии.- 1988, октябрь.
8. Черникин Е. М. О промысле черношапочного сурка // Северный Байкал.- 1972, 11 ноября.
9. Черникин Е. М. Проблема изучения баргузинского соболя // Северный Байкал.- 1972, 24 ноября.
10. Черникин Е. М. Одним махом решена судьба Баргузинского заповедника // Заповедные острова.- 1998, № 4 (март).
11. Черникин Е. М. Озеленение городов // Правда Бурятии.- 1975, 13 мая.
12. Черникин Е. М. ?? // Юный натуралист.- 1999, июнь.